# Beltrán de la Cueva

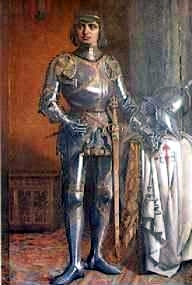
Beltrán de la Cueva

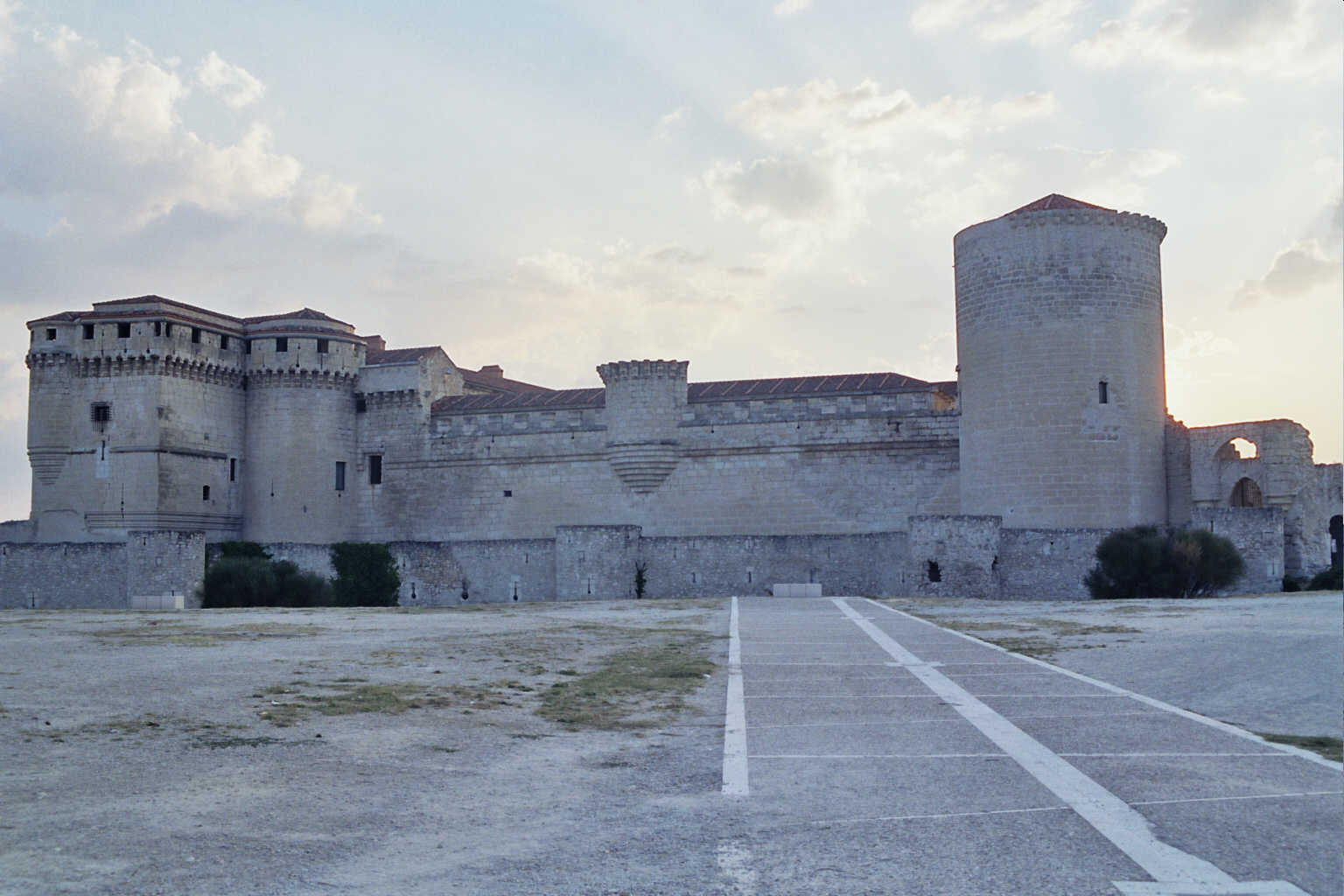
Het kasteel van Beltrán de la Cueva in Cuéllar

Beltrán de la Cueva (Úbeda, 1443 - Cuéllar, 1 november 1492) was de eerste hertog van Alburquerque en een van de belangrijkste edelen aan het hof van Hendrik IV van Castilië.

## Afkomst
De la Cueva was een zoon van Diego Fernández de la Cueva en Mayor Alonso de Mercado.

## Loopbaan
In 1456 logeerde koning Hendrik IV van Castilië in het huis van de regidor Diego Fernández. De koning deed het aanbod om Diego's oudste zoon op te nemen in zijn hofhouding. Diego wilde zijn oudste zoon niet laten vertrekken en bood de koning zijn zoon Beltrán aan. Zo werd De la Cueva page aan het hof van Castilië, waar hij vervolgens carrière maakte.
In 1458 werd hij mayordomo en maestresala, in 1459 ridder in de Orde van Santiago en bevelhebber van Uclés. In 1460 werd hij kasteelheer van Carmona en later van het kasteel van Ágreda. In 1461 werd hij lid van de Consejo Real, de hofraad. Hetzelfde jaar ontving hij van Hendrik IV de heerlijkheid van Jimena, ten koste van de markies van Villena, Juan Pacheco.
In 1462 werd hij graaf van Ledesma, na bemiddeling van de koning in het huwelijk met Mencía de Mendoza y Luna, dochter van Diego Hurtado de Mendoza en een nicht van Pedro González de Mendoza, die later tot kardinaal werd benoemd. Als bruidsschat ontving hij de burcht van Huelma, die daarna op naam kwam van zijn vader. Op 23 mei 1462 werd De la Cueva voorgedragen als grootmeester van de Orde van Santiago. Tegelijkertijd werd zijn broer Gutierre benoemd tot bisschop van Palencia. Hetzelfde jaar ontving hij van de koning de plaatsen Saja, Alijares de Valdetiétar, la Figueruela, la Calera en Carcaloso en de plaats Colmenar de Arenas, die ter ere van De la Cueva werd vernoemd in Mombeltrán.
Zijn opmars zorgde voor jaloezie onder de overige adel, in het bijzonder van de markies van Villena, Juan Pacheco. Aan het hof deden roddels de ronde over een verhouding tussen De la Cueva en koningin Johanna. Op 28 februari 1462 werd de dochter van Johanna en Hendrik IV, Juana geboren. Het gerucht deed de ronde dat Juana een dochter was van De la Cueva. Ze kreeg hierdoor de bijnaam Juana la Beltraneja.
In januari 1464 ontving hij Gibraltar en Cartagena en in maart werd hij capitan mayor van Úbeda. Op 26 september 1464 werd bij Koninklijk Besluit van Hendrik IV het hertogdom Alburquerque gesticht en toegewezen aan De la Cueva. Terwijl hij begin 1464 samen met Hendrik IV in Gibraltar was, stelde de koning een huwelijk voor tussen zijn zus Isabella en Alfons V van Portugal.
Als gevolg van de politieke druk van zijn tegenstanders werd De la Cueva van het hof verbannen en op 28 november 1464 deed hij afstand van het grootmeesterschap van Santiago, ten gunste van prins Alfons van Trastámara en Avís. Hij ontving als schadevergoeding de plaatsen Anguix en Cuéllar. Verder kreeg hij de plaatsen Roa, La Codosera, Aranda, Molina, Atienza, Peñalcázar (Soria) en het bevel over het kasteel en de burcht van Soria. Zijn afwezigheid van het hof duurde niet lang. Bij de Farce van Ávila schaarde hij zich aan de kant van Hendrik IV.
In 1465 ontving hij Lorca.
Het bevel over de koninklijke troepen in de Tweede Slag bij Olmedo voerde hij in 1467.
Prins Alfons van Trastámara en Avís overleed in 1468. De adel kwam opnieuw in opstand tegen Hendrik IV door de opvolging van Isabella I van Castilië, de zus van Hendrik IV, te eisen in plaats van een troonopvolging door Juana la Beltraneja.
De la Cueva vocht na de dood van Hendrik in 1474 aan de zijde van Isabella in de Castiliaanse Successieoorlog die duurde van 1474 tot 1479. Hij koos nooit partij voor Juana la Beltraneja in de strijd om de troonopvolging van Castilië.
Hierna vocht hij in dienst van Isabella I tegen de Moren in de strijd om Granada.
In 1476 trouwde hij voor de tweede keer, met Mencía Enríquez de Toledo en in 1482 trouwde De la Cueva voor de derde keer, met María de Velasco y Mendoza, weduwe van Juan Pacheco.
In 1492 stierf hij in zijn kasteel in Cuéllar.
De la Cueva schreef een verhandeling naar het boek over valkerij van Juan de Sahagún, valkenier van Johan II van Castilië.

## Nageslacht
Met Mencía de Mendoza y Luna:
- Francisco I Fernández de la Cueva y Mendoza
- Antonio de la Cueva y Mendoza
- Iñigo de la Cueva y Mendoza
- Brianda de la Cueva y Luna
- Mayor de la Cueva y Mendoza
- Mencía de la Cueva y Mendoza

Met Mencía Enríquez de Toledo:
- García de la Cueva y Toledo

Met María de Velasco y Mendoza
- Cristóbal de la Cueva y Velasco
- Pedro de la Cueva y Velasco